# وارث (فیلم ۱۹۶۹)
وارث (به هندی: Waris) فیلمی محصول سال ۱۹۶۹ و به کارگردانی تی. آر رامانا است. در این فیلم بازیگرانی همچون جیتندرا، هما مالینی، پریم چوپرا، محمود، آریونا ایرانی، کامینی کاشال، ساچین، نیتو سینگ ایفای نقش کرده‌اند.